# Japan Cup 1993 (ciclismo)
La Japan Cup 1993, seconda edizione della corsa e valida come evento UCI categoria 1.4, si svolse il 31 ottobre 1993 su un percorso totale di 154,5 km. Fu vinta dall'italiano Claudio Chiappucci, al primo dei suoi tre successi consecutivi nella corsa nipponica, che terminò la gara in 4h16'58" alla media di 36,086 km/h.

## Ordine d'arrivo (Top 10)
| Pos. | Corridore           | Squadra       | Tempo    |
| ---- | ------------------- | ------------- | -------- |
| 1    | Claudio Chiappucci  | Carrera       | 4h16'58" |
| 2    | Beat Zberg          | Carrera       | a 3'41"  |
| 3    | Dmitrij Neljubin    | Histor        | a 3'43"  |
| 4    | Gilles Delion       | Castorama     | a 8'18"  |
| 5    | Vjačeslav Ekimov    | Histor        | a 8'19"  |
| 6    | Heinrich Trumheller | Castorama     | a 8'25"  |
| 7    | Thomas Wegmüller    | Festina-Lotus | a 8'26"  |
| 8    | Thierry Bourguignon | Castorama     | a 8'33"  |
| 9    | Masahiro Yasuhara   | Jpn. ProRoad  | a 8'59"  |
| 10   | Tom Desmet          | Lotto-Caloi   | s.t.     |